# KBS 음악실
《KBS 음악실》은 KBS Classic FM(수도권 FM 93.1MHz)에서 매일 오전 11시부터 낮 12시까지 방송되는 클래식 음악 전문 라디오 프로그램이다.

## 개요
1979년 KBS FM 개국과 동시에 방송을 시작한 프로그램으로, 40년의 역사를 자랑하는 프로그램이기도 하다. 2009년에 방송 30주년을 맞이했고, 2019년에 방송 40주년을 맞이했다.

## DJ
- 장웅 아나운서
- 배창복 아나운서
- 홍소연 아나운서
- 신성원 아나운서
- 신윤주 아나운서
- 피아니스트 김주영
- 윤수영 아나운서

## 코너

### 평일 코너
- 음악실 매거진 (월)
- 살롱 드 OOO[1] (화)
- 음악실 초대석 (수)
- 한국 클래식 인명사전 (목)
- 허명현의 현명한 클래식 (금)
  - 게스트: 음악 칼럼니스트 허명현

### 주말 코너
- 계희승의 음악 허물기 (토)
  - 게스트: 계희승 한양대 조교수
- 꼬리물기 클래식 (일)

## 지역 방송국 프로그램
| 방송국       | 방송 권역                          | 프로그램       | 방송 시간                     | 진행자 |
| ------------ | ---------------------------------- | -------------- | ----------------------------- | ------ |
| KBS 강릉 1FM | 강원특별자치도 영동                | 재즈라디오891  | 매주 평일 오전 11시 ~ 낮 12시 | 이은영 |
| KBS 대전 1FM | 대전광역시 세종특별자치시 충청남도 | 팝브런치       | 매주 평일 오전 11시 ~ 낮 12시 | 김연선 |
| KBS 충주 1FM | 충청북도 북부                      | Kiss the music | 매주 평일 오전 11시 ~ 낮 12시 | 장예진 |
| KBS 창원 1FM | 경상남도                           | 11시의 음악실  | 매주 평일 오전 11시 ~ 낮 12시 | 김민정 |